# Black Hill (Kirklees)
Black Hill är en kulle i Storbritannien.   Den ligger i distriktet Kirklees i grevskapet West Yorkshire i riksdelen England, i den centrala delen av landet, 250 km nordväst om huvudstaden London. Toppen på Black Hill är 581 meter över havet. Black Hill ingår i Blackstone Edge.
Terrängen runt Black Hill är huvudsakligen lite kuperad.Runt Black Hill är det ganska tätbefolkat, med 166 invånare per kvadratkilometer. Närmaste större samhälle är Huddersfield, 13,7 km nordost om Black Hill. I omgivningarna runt Black Hill växer i huvudsak blandskog.